# Голігорський Соломон Давидович
Соломон Давидович Голигірський (27 вересня 1911, Бендери, Бессарабська губернія — 1985, Ізраїль) — радянський  хірург, професор (1964), завідувач кафедри урології та нефрології Кишинівського та Київського медичних інститутів. Заслужений діяч науки Молдавської РСР (1966), кавалер ордена «Знак Пошани».

## Біографія
Народився в Бендерах у сім'ї Давида Гершевича Голігорського (1883-?). Закінчив медичний факультет Яського університету у 1934 рік. У 1941—1944 роках працював військовим хірургом в евакогоспіталях, капітан медичної служби. У 1944 році повернувся в Кишинів, де почав спеціалізуватися в урології і до 1966 року завідував кафедрою урології та нефрології Кишинівського медичного інституту. У 1960 році захистив докторську дисертацію на тему «Малий сечовий міхур. Питання інтестинальної пластики »(розширений варіант вийшов у вигляді монографії в 1959 році). У 1966 році у зв'язку з новою політикою так званих національних кадрів був змушений залишити кафедру, але в тому ж році очолив кафедру урології Національний медичний університет імені Богомольця Київського медичного інституту імені A. A. Богомольця, якою завідував до 1979 і був також проректором інституту з наукової роботи.
Був членом президії правління Радянського Союзу Всесоюзного та Української РСР товариств урологів, заступник голови Київського товариства урологів. Автор понад 270 наукових праць (у тому числі 11 монографій), присвячених питанням функціональної діагностики запальних захворювань нирок та сечових шляхів, розвитку пластичних методів у хірургічній урології, проблемі гострої та хронічної ниркової недостатності, екстракорпорального гемодіалізу.
Деякі книги Голігорського («Нариси урологічної семіотики та діагностики», «Пієлонефрит», «Гостра ниркова недостатність») неодноразово перевидувалися, написана з А. Я. Пителем тритомна серія «Вибрані глави нефрології та урології» (1968—1973) вважається одним із найавторитетніших навчальних посібників з урології та нефрології російською мовою.

## Сім'я
- Дружина - Гіся Мойсіївна Левінштейн.
  - Син - нефролог і фізіолог Михайло Соломонович Голігорський, професор Університету штату Нью-Йорк у Стоуні-Брук та Нью-Йоркського медичного коледжу.

## Монографії
- Нариси семіотики та діагностики урологічних захворювань. Держвидав Молдови: Кишинів, 1956.
- Урологія. Держвидав Молдови: Кишинів, 1958.
- Цистити. Держвидав Молдови: Кишинів, 1958.
- Малий сечовий міхур. Запитання інтестинальної пластики. Картя молдовеняске: Кишинів, 1959.
- Помилки передопераційного діагнозу: Питання хірургічної тактики (з П. В. Рижовим). Картя молдовеняске: Кишинів, 1960.
- Штучна нирка та її клінічне застосування (з Питель, Антон Якович|А. Я. Пытелем], М. Д. Джавад-Заде і Лопаткін, Микола Олексійович|Н. А. Лопаткіним]). Медгіз: Москва, 1961.
- Пієлонефрит (з А. Я. Пителем). Медгіз: Москва, 1961.
- Гостра ниркова недостатність (з А. Я. Пителем). Картя молдовеняске: Кишинів, 1963.
- Актуальні проблеми нефрології та урології (редактор). Картя молдовеняске: Кишинів, 1964.
- Хірургія лоханочно-сечовідного сегмента (з А. М. Кацифа). Картя молдовеняске: Кишинів, 1966.
- Вибрані глави нефрології та урології, у трьох частинах (разом з Питель, Антон Якович | А. Я. Пителем)). Ленінградська філія видавництва Медицина: Ленінград, 1968-1973.
- Гостра ниркова недостатність (з Н. Т. Терьоховим). Здоров'я: Київ, 1969.
- Гостра та хронічна ниркова недостатність (редактор). Здоров'я: Київ, 1969.
- Урологічні захворювання та їх попередження (з А. Я. Пителем). Медицина: Москва, 1970.
- Актуальні проблеми нефрології та урології (редактор). Здоров'я: Київ, 1970р.
- Нариси урологічної семіотики та діагностики. Четверте видання. Картя молдовеняске: Кишинів, 1971.
- Основи дитячої урології та нефрології. Картя молдовеняске: Кишинів, 1973.
- Аденома передміхурової залози. Здоров'я: Київ, 1973.
- Гідронефротична трансформація (з А. Ф. Кисельової та Б. С. Гехманом). Картя молдовеняске: Кишинів, 1975.
- Пієлонефрит (з А. Я. Пителем). Друге видання. Медицина: Москва, 1977р.
- Нирково-кам'яна хвороба (з А. Ф. Кисельовою та В. Н. Дяковим). Здоров'я: Київ, 1978р.

## Див. Також
- Голігорський Михайло Соломонович